# João Henrique Enes Ulrich

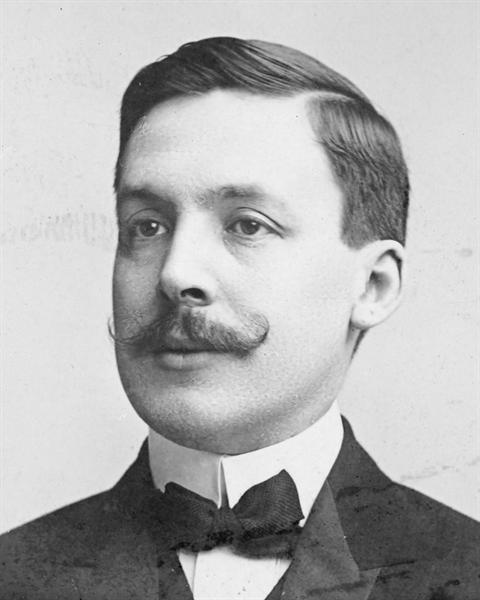
João Henrique Ulrich

João Henrique Enes Ulrich (Mártires, Lisboa, 2 de Março de 1880 – Lapa, Lisboa, 13 de Julho de 1956) foi um empresário e político português.

## Família
Nasceu a 2 de março de 1880, na freguesia dos Mártires, Lisboa, e foi batizado nessa freguesia a 1 de abril de 1880. Era filho de João Henrique Ulrich, Jr. e de sua mulher Maria Cristina de Orta Enes, natural de Lisboa (freguesia de São Mamede), neta materna do 1.º Visconde de Orta.
João Henrique Enes Ulrich provinha duma família ligada ao comércio bancário e à arquitectura, os Ulrich, família do Norte de Hamburgo, que se tinham estabelecido em Portugal em meados do século XVIII. Após o terramoto de 1755, a família cooperou activamente na reconstrução de Lisboa, a convite do Marquês de Pombal, prosseguindo os seus negócios no ramo financeiro.

## Biografia
Estudou e formou-se como Licenciado em Direito pela Faculdade de Direito da Universidade de Coimbra a 2 de Julho de 1902, exerceu a Advocacia de 1902 a 1907, e prosseguiu a tradição familiar de estar ligado a grandes companhias e ao mundo da Finança.
Alinhado com o Partido Regenerador, veio a aderir à sua ala mais conservadora, dirigida por Artur Alberto de Campos Henriques. Surge na Legislatura de 1906, tendo participado numa Comissão a 4 de Junho de 1906. Eleito Deputado no Círculo Eleitoral Plurinominal do Porto Ocidental em 1908, de que prestou juramento a 2 de Maio de 1908, foi, também, presumivelmente, eleito no mesmo Círculo Eleitoral em 1910, em representação da facção Regeneradora-Henriquista. Pertenceu a um número significativo de Comissões Parlamentares, nomeadamente as do Orçamento, em 1908 e 1909, da Legislação Civil em 1908 e 1910, dos Inquéritos em 1908 e 1909, da Fazenda em 1909, Especial para analisar Decretos Ditatoriais em 1909, da Instrução Pública Superior Especial em 1909, Interparlamentar de Tarifas em 1909, do ultramar em 1909 e 1910, do Comércio em 1909 e 1910, da Administração Pública em 1909 e 1910, de que foi Secretário em 1909, da Instrução Primária e Secundária em 1909 e 1910, da Agricultura em 1909 e 1910 e dos Negócios Estrangeiros em 1910. Apesar de só ter participado na última Legislatura do Regime Monárquico, revelou-se, desde a primeira intervenção, a 25 de Maio de 1908, como um parlamentar de relevo. A simples entrega duma Representação da RACAP, para ser atendido o interesse da Agricultura na reforma do contrato do Estado com o Banco de Portugal, foi pretexto para um discurso sobre a situação da Agricultura Portuguesa, cujo principal problema, a seu ver, era o acesso ao crédito e a consequente necessidade de alargar a rede de Caixas de Crédito Agrícola e de subtrair à influência dos sindicatos de interesses a Direcção-Geral da Agricultura e as Caixas de Crédito da Repartição do Comércio, afastando destas instituições "toda a ideia de comércio" e pondo-as ao serviço efectivo dos agricultores. Menos de um mês depois, a 17 de Junho de 1908, na discussão sobre a Lista Civil provocada pela Questão dos Adiantamentos, proferiu um longo discurso, que ocupou onze páginas do "Diário da Câmara dos Deputados" e constituiu uma vigorosa defesa da Monarquia enquanto regime político adequado a Portugal. No ano seguinte, merecem destaque os discursos em prol duma reforma do Ensino Secundário, em especial os programas dos Liceus, a 24 de Julho de 1909, e o retomar dos problemas agrários, designadamente a urgência do apoio ao crédito agrícola e da promoção do associativismo, à semelhança da França, da Alemanha, da Áustria-Hungria, da Itália e da Grã-Bretanha e Irlanda. Registe-se, ainda, o "diálogo jurídico" com Afonso Augusto da Costa, seu antigo Professor, a propósito do Projecto de Lei sobre o açúcar e o álcool na Madeira, a 11 de Abril de 1910. As restantes intervenções corresponderam à apresentação de Pareceres e doutros assuntos relacionados com o trabalho das Comissões Parlamentares. Na Legislatura de 1908-1910, última antes da Implantação da República Portuguesa, que o afastou da política, participou em Comissões em três ocasiões em 1908, onze ocasiões em 1909 e sete ocasiões em 1910 e teve intervenções a 25 de Maio e a 17 de Junho de 1908, 13 e 20 de Março, 20 e 28 de Abril, 24 e 27 de Julho, 6 e 7 de Agosto, e 7 e 9 de Setembro de 1909 e a 5, 11 e 12 de Abril de 1910
Fiel aos Ideais Monárquicos, depois do 5 de Outubro de 1910, a sua intervenção na vida pública fez-se por via da posição ocupada no BNU, e esteve especialmente relacionada com a vida ultramarina, em particular com a acção de José Maria Mendes Ribeiro Norton de Matos.
Na Real Associação Central da Agricultura Portuguesa, de que foi Sócio desde 22 de Março de 1906, fez parte da Comissão de Instrução Agrícola, Economia e Associações em 1908 e foi Vogal em 1908 e Vice-Presidente da Direcção de 1910 a 1911.
Foi, ainda, Sócio do Turf Club de 27 de Fevereiro de 1909 a Novembro de 1910, do Instituto de Coimbra e da Academia das Ciências de Lisboa, e integrou o primeiro Conselho Central da Assistência Nacional aos Tuberculosos.
Foi Vice-Presidente de 1909 a 1918 e Presidente do Banco Nacional Ultramarino (BNU), eleito na Assembleia Geral de 15 de Fevereiro de 1918. e Governador do Banco Nacional Ultramarino.
Em 1918, foi sondado por Sidónio Bernardino Cardoso da Silva Pais para sobraçar a pasta de Ministro das Subsistências e Transportes, mas declinou o convite.
Na vida empresarial, desempenhou, ainda, os cargos de Membro do Conselho Fiscal em 1918 e do Conselho de Administração de 1923 a 1953 da Companhia Portuguesa dos Tabacos ou Companhia dos Tabacos, da qual foi Vice-Presidente, e de Presidente dos Conselhos de Administração da Companhia da Zambézia, da Companhia Nacional de Navegação, da Companhia Carris de Ferro de Lisboa e da Companhia das Águas de Lisboa, em 1956.
Também na Sociedade de Geografia de Lisboa exerceu as funções de Vice-Presidente em 1924.
Em Monarquia seria Representante do Título de Visconde de Orta.
Conhece-se colaboração sua em "A Semana de Lisboa". (1893-1895)
Recebeu, também, a Grã-Cruz da Pontifícia Ordem Equestre de São Gregório Magno do Vaticano ou da Santa Sé, bem como a Grã-Cruz da Ordem da Coroa do Sião.
Morreu a 13 de julho de 1956, em sua casa na Rua de S. João da Mata, n.º 118, freguesia da Lapa, em Lisboa.

## Casamento e descendência
Casou em Lisboa, freguesia da Encarnação, a 15 de Outubro de 1902 com Maria da Conceição do Patrocínio do Casal Ribeiro (Lapa, Lisboa, 17 de Outubro de 1880 - Lisboa, 8 de Fevereiro de 1966), filha do 2.º Conde do Casal Ribeiro, José Frederico do Casal Ribeiro, que foi Par do Reino, e de Maria Emília da Costa Ramos,  da qual teve dois filhos e três filhas:
- João Henrique do Casal Ribeiro Ulrich (Lisboa, 5 de Setembro de 1903 - Moçambique, 21 de Junho de 1962), que em Monarquia seria Representante do Título de Visconde de Orta, casado primeira vez em Lisboa a 1 de Dezembro de 1927 com Isabel Maria de Lourdes Burnay de Melo Breyner, filha do 4.º Conde de Mafra, divorciados, sem geração, casado segunda vez civilmente com Maria Helena da Silva Batalha, filha de Ladislau Estêvão da Silva Batalha e de sua mulher Ester Jorge Teixeira, da qual teve um filho:
  - João Henrique Batalha Ulrich (Moçambique, 2 de Novembro de 1958) casado em 1983 com Maria João de Sousa Vera (Lisboa, 9 de Agosto de 1961). Com geração:
    - Maria Vera Ulrich (Lisboa, 28 de Novembro de 1986)
    - João Henrique Vera Ulrich (Lisboa, 8 de Outubro de 1990)
    - Leonor Vera Ulrich (Lisboa, 22 de Fevereiro de 1997)
- José Frederico do Casal Ribeiro Ulrich (Lisboa, 28 de Dezembro de 1905 - Lisboa ou Cascais, Cascais, 19 de Fevereiro de 1982)
- Maria Emília do Carmo do Casal Ribeiro Ulrich (Sintra, 27 de Agosto de 1907 - ?), casada em Lisboa a 26 de Fevereiro de 1928 com D. José Maria da Piedade de Lancastre e Távora (Vila Franca de Xira, Póvoa de Santa Iria, 27 de Junho de 1887 - Lisboa, 16 de Novembro de 1961), que usou os títulos de 10.º Marquês de Abrantes e 17.º Conde de Penaguião e em Monarquia seria Representante dos Títulos de Conde de Vila Nova de Portimão e Conde de Sortelha, com geração
- Maria Luísa do Casal Ribeiro Ulrich (Lisboa, 13 de Abril de 1910[30] - Quinta da Fonteireira, Belas, 11 de Novembro de 1999), casada em Lisboa a 27 de Janeiro de 1932 com António Gomes da Silva Pinheiro Ferreira Pinto Basto (29 de Março de 1905 - Lisboa, 15 de Janeiro de 1968), com geração feminina
- Maria Isabel do Casal Ribeiro Ulrich (Sintra, 23 de Setembro de 1912 - ?), casada em Lisboa a 29 de Maio de 1933 com D. Nuno José Maria van Zeller de Castro Pereira (Lisboa, Santos-o-Velho, 12 de Janeiro de 1907 - Lisboa, 25 de Novembro de 1986), irmão de sua cunhada, tio materno de Francisco Pinto Balsemão e neto paterno de D. Rodrigo Delfim Pereira, com geração